# Coppa Intercontinentale 1985 (hockey su pista)
La Coppa Intercontinentale 1985 è stata la 2ª edizione dell'omonima competizione di hockey su pista riservata alle squadre di club. Il torneo ha avuto luogo dal 23 al 25 agosto 1985. Il trofeo è stato vinto dall'UV Trinidad per la prima volta nella sua storia.

## Squadre partecipanti
| Nazione   | Club        | Qualificazione                                     | Partecipazioni precedenti (il grassetto indica la vittoria) |
| --------- | ----------- | -------------------------------------------------- | ----------------------------------------------------------- |
| Argentina | UV Trinidad | Detentore del Campionato sudamericano di club 1984 | Esordiente                                                  |
| Spagna    | Barcellona  | Detentore della Coppa dei Campioni 1984-1985       | 1983                                                        |

## Risultati
| San Juan 23 agosto 1985 Finale di andata | UV Trinidad | 5 – 3 | Barcellona |  |

| San Juan 25 agosto 1985 Finale di ritorno | Barcellona | 4 – 5 | UV Trinidad |  |